# Komenda

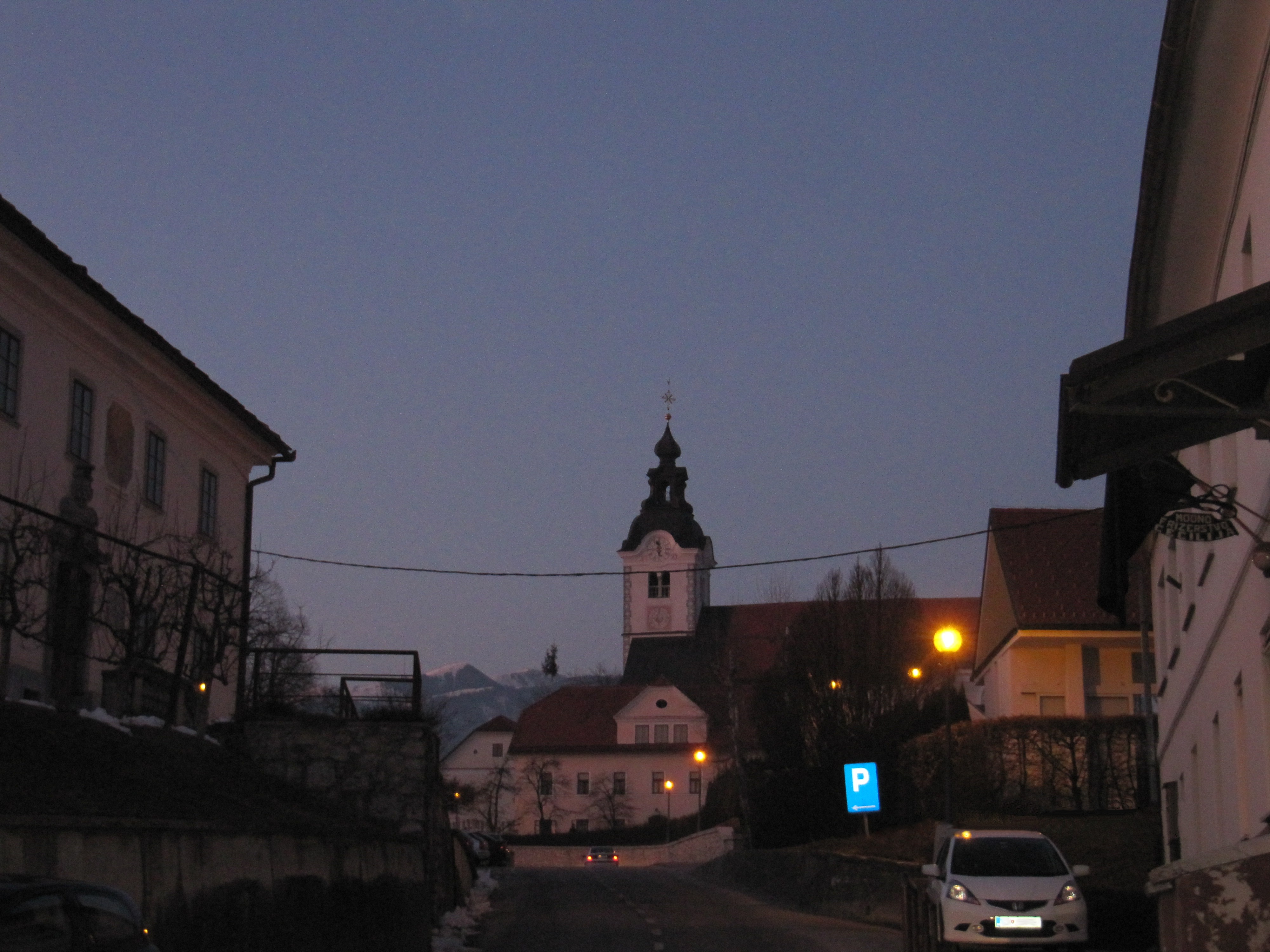
Vista de Komenda

Komenda es un municipio de Eslovenia.

## Localidades del municipio
El municipio del Komenda consta de 14 localidades:
Breg de Komenda, Gmajnica, Gora cerca de Komenda, Klanec, Komenda, Dobrava de Komenda, Križ, Mlaka, Moste, Nasovče, Podboršt cerca de Komenda, Suhadole y Žeje de Komenda.

## Komenda

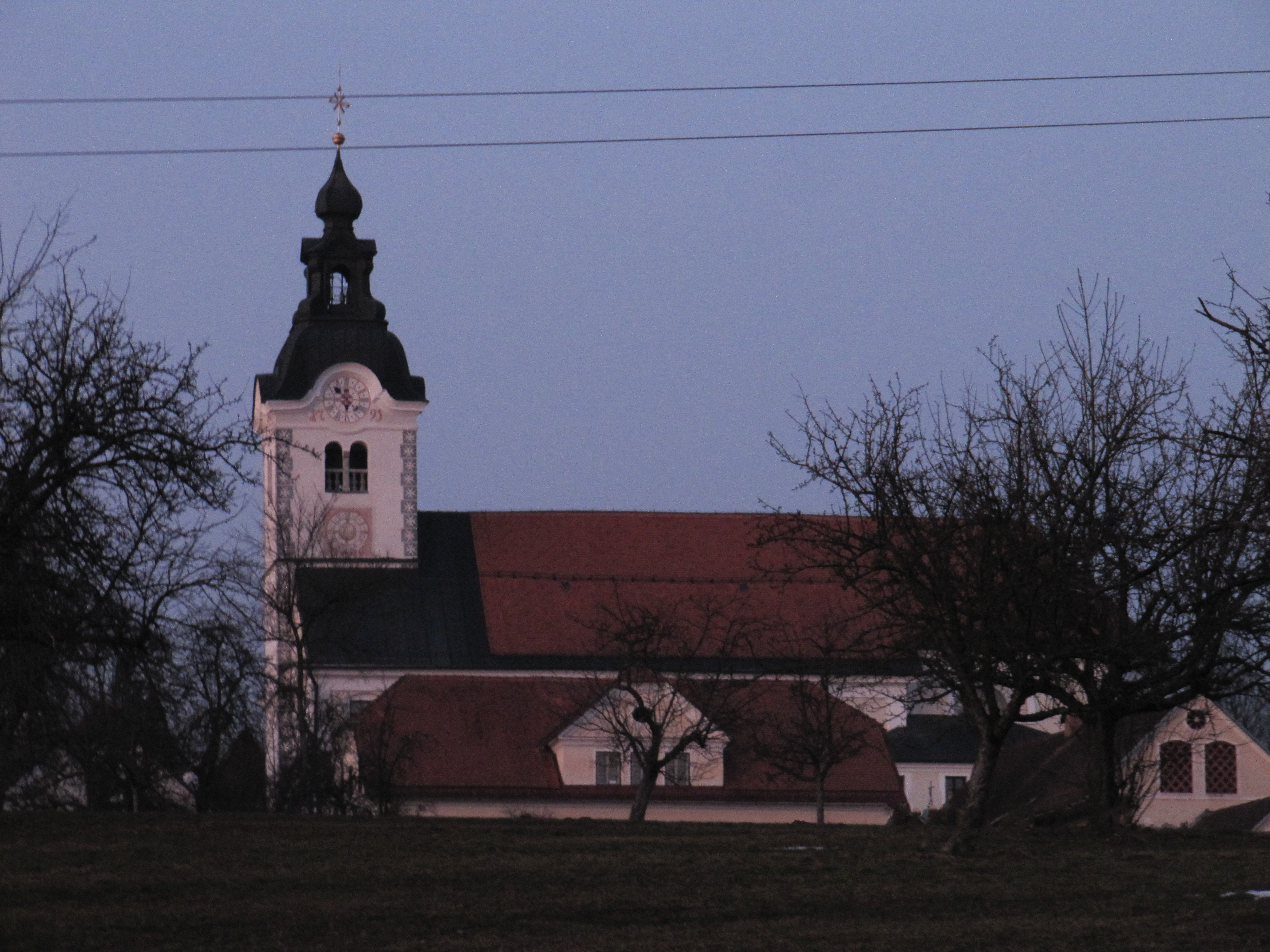
Iglesia

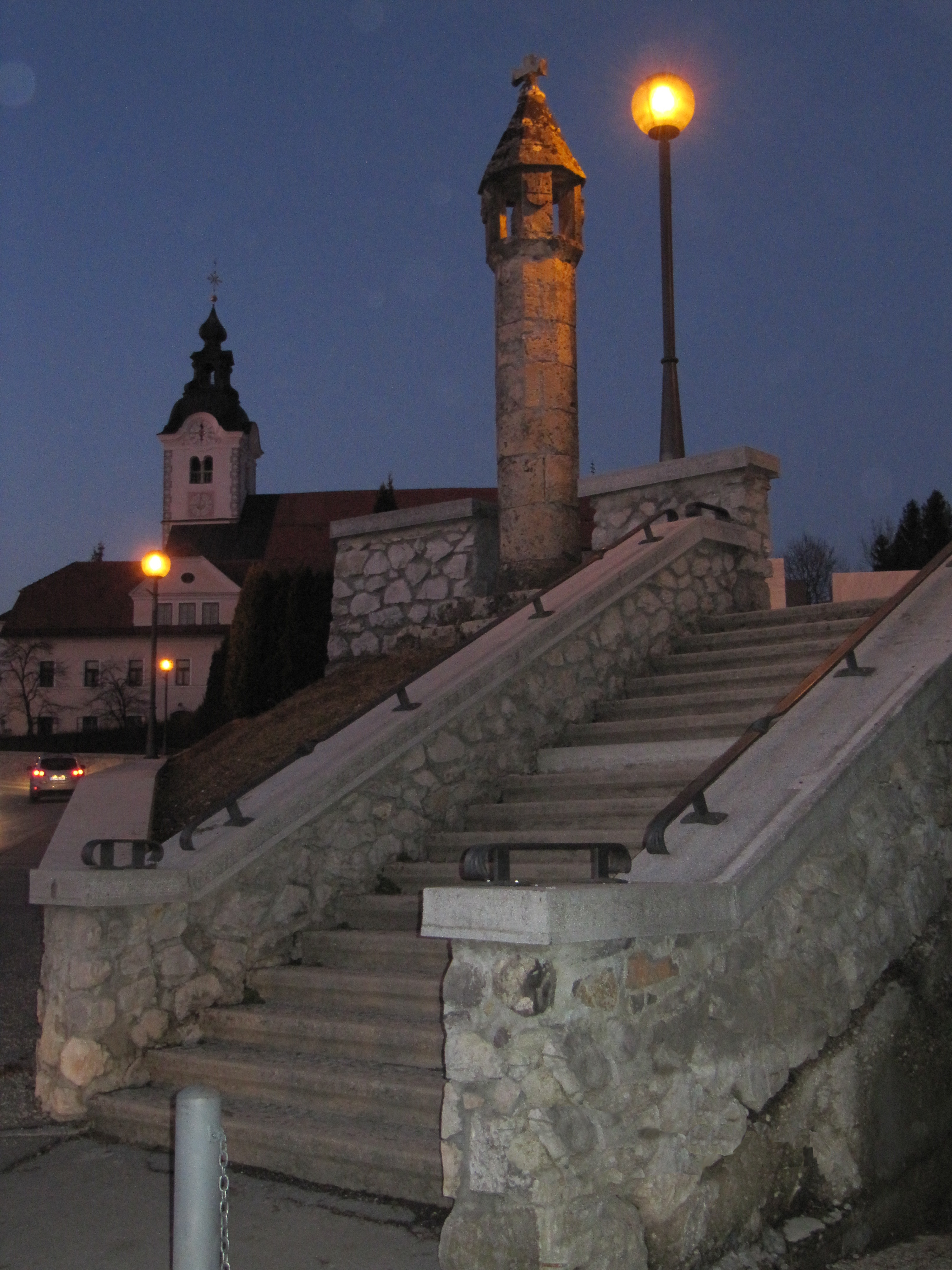
Iglesia de Komenda

El pueblo, un antiguo centro eclesiástico, se distribuye a lo largo de la calle central. La iglesia se consagró a San Pedro, siendo mencionada por primera vez ya en el año 1147. La nueva iglesia barroca fue construida en el año 1727 y después del terremoto de 1895 fue renovada y ampliada. Tanto el altar como el púlpito están entre los más bellos de Eslovenia. El plano para el altar fue realizado por el pintor Franc Jelovšek (1700, Mengeš – 1764, Liubliana) y las esculturas del púlpito J. Lohar. Los alrededores de la iglesia fueron arreglados según los planos del arquitecto Jože Plečnik.

## Komenda y la caballería
La escultura gótica de piedra que está situada cerca del cementerio, tiene sus raíces en el año 1510. Es significativa porque la ornamenta el escudo de la orden caballeresca maltesa, que había poblado Komenda a finales del siglo XIII. La Orden de Malta contribuyó a que la cría de caballos aumentara en Komenda. Aún hoy se celebran torneos y existe además un hipódromo.

### Orden caballeresca de Malta
El título oficial es Soberana Orden Militar y Hospitalaria de San Juan de Jerusalén, de Rodas y de Malta. Es una orden esclesiástica militar que tiene sus raíces en la hospital de Jerusalén.

## Hermanamiento
Komenda está hermanada con Križevci, también en Eslovenia. El propósito del hermanamiento de ambos municipios es la interacción de experiencias y la ayuda mutua. Se toma en consideración que los municipios hermanados están en relación de amistad, a la cual las diferencias ni tampoco las circunstancias políticas deberían perjudicar.